# 門上武司
門上 武司（かどかみ たけし、1952年 - ）は、日本のフードコラムニスト。大阪府生まれ。一般社団法人全日本・食学会副理事長。食の権威として、料理雑誌「あまから手帖」の編集顧問を務める傍ら、食関係の執筆を中心に、プロデューサーとして活動。また「水野真紀の魔法のレストラン」の他、テレビ等のメディアでも活躍。各地の生産者とのネットワークを持ち、食に携わる生産者・流通・料理人・サービス・消費者をつなぐ役割を果たす。著書に「僕を呼ぶ料理店（クリエテ関西）」、「スローフードな宿（木楽舎）」等。

## 来歴・人物
京都教育大学附属高等学校卒業、大阪外国語大学外国語学部露西亜語学科中退。1991年に株式会社ジオード設立、2004年10月に門上武司食研究所設立。
料理雑誌『あまから手帖』（クリエテ関西）編集顧問を務めており、関西だけでなく、日本各地方の料理人とのつながりも強く全国の店、グルメに詳しい。

## 出演番組

### テレビ
- 水野真紀の魔法のレストラン（毎日放送）レギュラー出演及びブレーンとして参加
- よーいドン!（関西テレビ）グルメコーナー プロが教えるとっておき 本日のオススメ3　出演

他多数

### 過去の番組
- あまからアベニュー（毎日放送）ブレーンとして参加（他の大阪ガス提供番組も担当）
- ナイトinナイト・ おっちゃんVSギャル（朝日放送）解説者（ワードプロフェッサー）として出演
- 美味彩菜（朝日放送）ブレーンとして参加

他多数

## 著書
- 「大阪の仕事人50人 1」風塵社
- 「京料理、おあがりやす」廣済堂出版
- 「スローフードな宿」（ソトコト連載中）木楽舎
- 「僕を呼ぶ料理店」（あまから手帖連載中）クリエテ関西

他多数

## その他の担当
- スローフードジャパン 副会長、スローフードなにわ 副理事長
- 日本コナモン協会 理事
- 日本ソムリエ協会 名誉ソムリエ、アルザスワイン騎士
- 神戸学院大学客員教授
- 京都調理師専門学校 特別授業　講師
- 宣伝会議 編集・ライター養成講座 講師
- 大阪商工会議所「食の都・大阪」推進会議 委員
- 大阪府 大阪産（農産物）推進プロジェクト会議 アドバイザー
- ならフードフェスティバルじっこういいんちょう